# Sierrathrissa
Sierrathrissa is een monotypisch geslacht van straalvinnige vissen uit de familie van de haringen (Clupeidae).

## Soort
- Sierrathrissa leonensis Thys van den Audenaerde, 1969